# I Am Not Spock
I Am Not Spock (litt. « Je ne suis pas Spock ») est la première autobiographie en langue anglaise de l'acteur américain Leonard Nimoy. Publiée en 1975, entre la fin de Star Trek, la série animée et la production de Star Trek, le film, l'ouvrage est critiqué par certains fans percevant le rejet de Leonard Nimoy du personnage de Spock. Cependant il maintient qu'il ne fait que clarifier la différence entre lui-même et Spock, qu'il prend toujours plaisir à incarner. Toutefois, il publiera plus tard I Am Spock dans le but de régler ces mécompréhensions.

## Contexte et contenu
Leonard Nimoy déclare que le titre provient d'un incident survenu dans un aéroport au cours duquel une mère le présente à sa fille sous le nom de Spock. L'enfant n'est pas convaincu et « Je ne suis pas Spock » est ensuite devenu le titre d'un chapitre de l'autobiographie qui explique comment il avait construit le personnage. Dans le livre, il compare la vie de Spock à la sienne, afin d'expliquer les différentes entre les deux personnages. Il déclare que s'il ne devait interpréter plus qu'un seul personnage fictif, ce serait Spock.
Le titre du chapitre devient alors le titre du livre, ce que Leonard Nimoy qualifiera plus tard de « grosse erreur » trouvant que les gens qui n'ont pas lu le livre pour savoir ce que cela signifie réellement pensent qu'il s'agit d'une attaque contre le personnage et contre Star Trek en général. Au cours d'une discussion avec les éditeurs, ils décident que le livre devait avoir le nom de Spock dans son titre, et ils estiment que I Am Not Spcok attirerait l'attention. Nimoy qualifie leur réaction de « tempête de feu ».
Nimoy enchaîne ensuite avec une deuxième autobiographie, en 1995, cette fois intitulé I Am Spock, bien qu'il ait également envisagé le titre Peut-être suis-je Spock,,. Il donne réponse à la polémique concernant le titre du précédent ouvrage dans un chapitre intitulé Reflexions sur Spock, qui est inclus dans le DVD HD de la série originelle Star Trek, sorti en 2007.